# Artesische bron

Schema van een artesische bron:
1. Watervoerende laag
2. Ondoorlatende laag
3. Aanvulling van het grondwater door neerslag
4. Kunstmatige artesische bron (boring)
5. Piëzometrisch niveau
6. Peilbuis, freatische put (freatisch grondwater)
7. Natuurlijke artesische bron

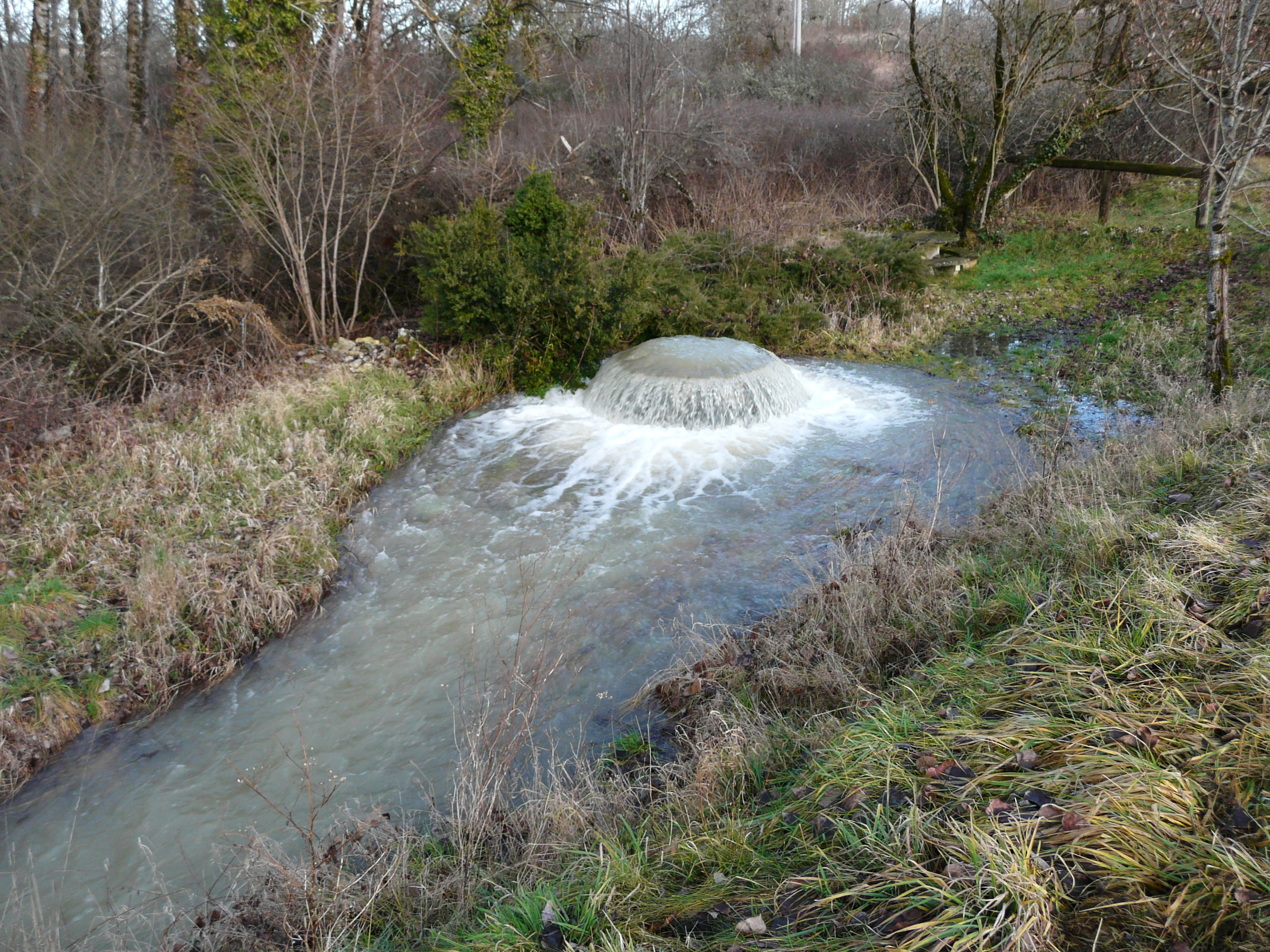
Artesische bron in de Dordogne

Een artesische bron is een bron waaruit het water 'spontaan' naar boven komt door de hydrostatische druk op het water dat zich in een ondergronds bekken bevindt. Het water is bij een artesische bron altijd afkomstig uit een gesloten aquifer.
De naam komt van de provincie Artesië (Frans: Artois) in Frankrijk, waar dit soort bronnen veel voorkomt.
De bodem kan opgebouwd zijn uit verschillende aquifers (watervoerende lagen, pakketten) die gescheiden zijn door niet-doorlatende (klei)lagen. Doordat een dieper gelegen watervoerende laag gevoed kan worden door regenwater uit een ander, hoger gelegen gebied, kan de hydrostatische druk in de diepere laag (veel) hoger zijn dan in de bovenliggende laag. Zo een diepe watervoerende laag met hoge hydrostatische druk wordt ook wel een artesisch bekken genoemd. Overal waar een artesisch bekken een opening heeft naar het aardoppervlak, is een artesische bron te vinden. 
Het water kan op natuurlijke wijze als kwelwater uit de ondergrond komen of bij een artesische put. Een artesische put is een door de mens gecreëerde artesische bron. Als de diepere laag wordt aangeboord zal er "spontaan" water uit het boorgat stromen.

## Voorbeelden

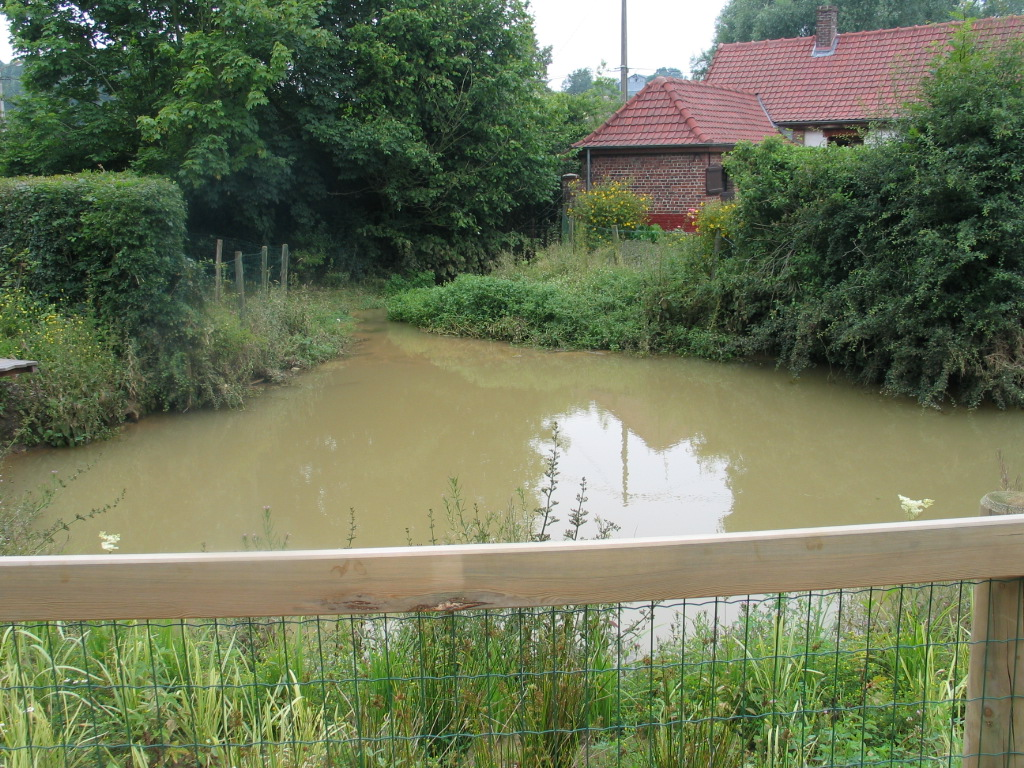
Bron van de Leie

- De bron van de Leie in Lisbourg, Artesië.
- Deze situatie doet zich in Nederland voor in gesloten watervoerende lagen in de Gelderse Vallei die gevoed worden door water vanaf de hoger gelegen Utrechtse Heuvelrug en de Veluwe.
- Het Groot Artesisch Bekken in Australië .
- De Buurt van het Koeloendameer in het West-Siberisch Laagland.
- Het Chalcomeer in het Dal van Mexico wordt gevoed door artesische bronnen.
- Een voorbeeld van kunstmatige artesische fonteinen zijn de Bedriegertjes in Rozendaal.